# هولیایپوله
شهر هولیایپوله (به روسی: Гуляйполе) در استان زاپوریژیا در کشور اوکراین واقع شده‌است. جمعیت این شهر ۱۷٬۰۷۷ نفر است.